# Misumenops khandalaensis
Misumenops khandalaensis là một loài nhện trong họ Thomisidae.
Loài này thuộc chi Misumenops. Misumenops khandalaensis được Benoy Krishna Tikader miêu tả năm 1965.